# Elettronica a stato solido

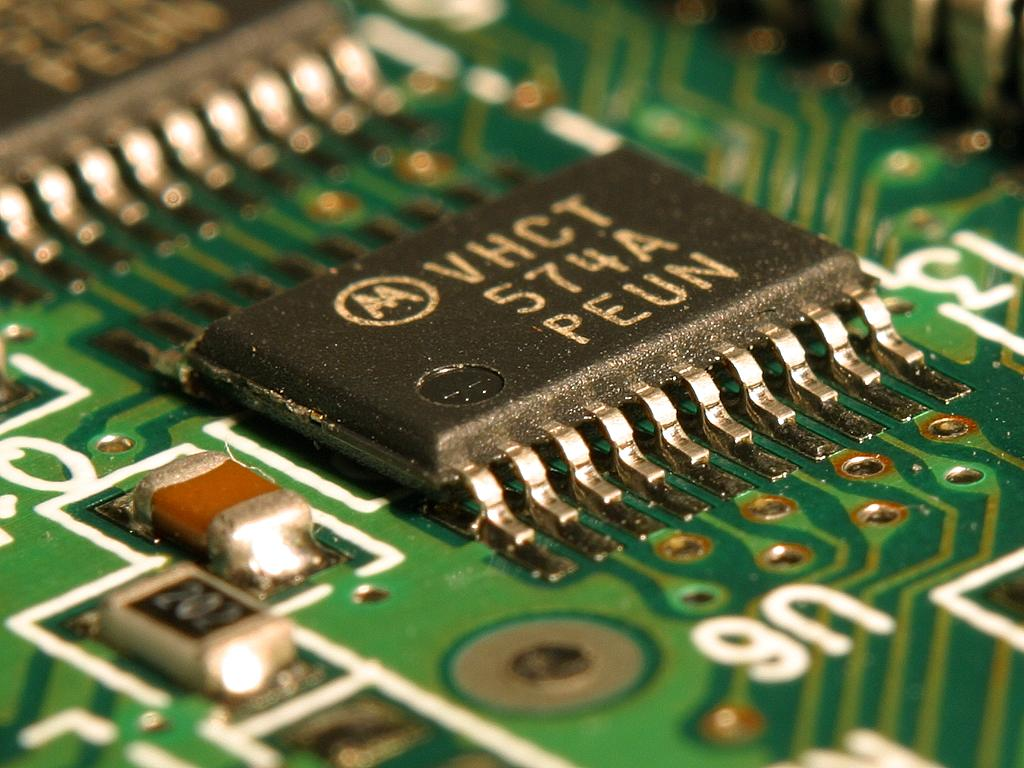
Un circuito integrato (IC) su un circuito stampato. Questo è chiamato circuito a stato solido perché tutta l'azione elettrica nel circuito avviene all'interno di materiali solidi.

Con elettronica a stato solido si intende l'elettronica basata su semiconduttori. Ne fanno parte i componenti elettronici che utilizzano dispositivi a semiconduttore come transistori, diodi e circuiti integrati (CI). Il termine viene usato anche per i dispositivi in cui l'elettronica a semiconduttore, che non ha parti mobili, sostituisce i dispositivi con parti in movimento, come il relè a stato solido in cui vengono utilizzati interruttori a transistor al posto di un relè elettromeccanico a braccio mobile, o l'unità di memoria a stato solido (SSD) un tipo di memoria a semiconduttore utilizzata nei computer per sostituire i dischi rigidi, che memorizzano i dati su un disco rotante.
Il termine "stato solido" divenne popolare all'inizio dell'era dei semiconduttori negli anni '60, quando era usato per distinguere questa nuova tecnologia basata sul transistor, in cui l'azione elettronica dei dispositivi avveniva allo stato solido, dalle precedenti apparecchiature elettroniche che usavano tubi a vuoto, in cui l'azione elettronica avviene allo stato gassoso. Un dispositivo a semiconduttore funziona controllando una corrente elettrica costituita da elettroni o lacune che si muovono all'interno di un solido cristallino di un materiale semiconduttore come il silicio. I tubi a vuoto termoionici che ha sostituito funzionavano invece controllando la corrente condotta da un gas di particelle, elettroni o ioni, in movimento sottovuoto all'interno di un tubo sigillato.